# Alcoroches
Alcoroches bezeichnet einen Ort und eine Gemeinde (municipio) mit 127 Einwohnern (Stand: 2024) im Nordosten der Provinz Guadalajara in der Autonomen Gemeinschaft Kastilien-La Mancha in Zentralspanien.

## Lage
Alcoroches liegt im Iberischen Gebirge im Osten der Provinz Guadalajara in einer Höhe von 1410 m. Die Entfernung zur westlich gelegenen Provinzhauptstadt Guadalajara beträgt ca. 85 Kilometer (Fahrtstrecke).

## Bevölkerungsentwicklung
| Jahr      | 1960 | 1970 | 1981 | 1991 | 2001 | 2011 | 2021 |
| Einwohner | 606  | 410  | 213  | 198  | 168  | 160  | 129  |

## Sehenswürdigkeiten

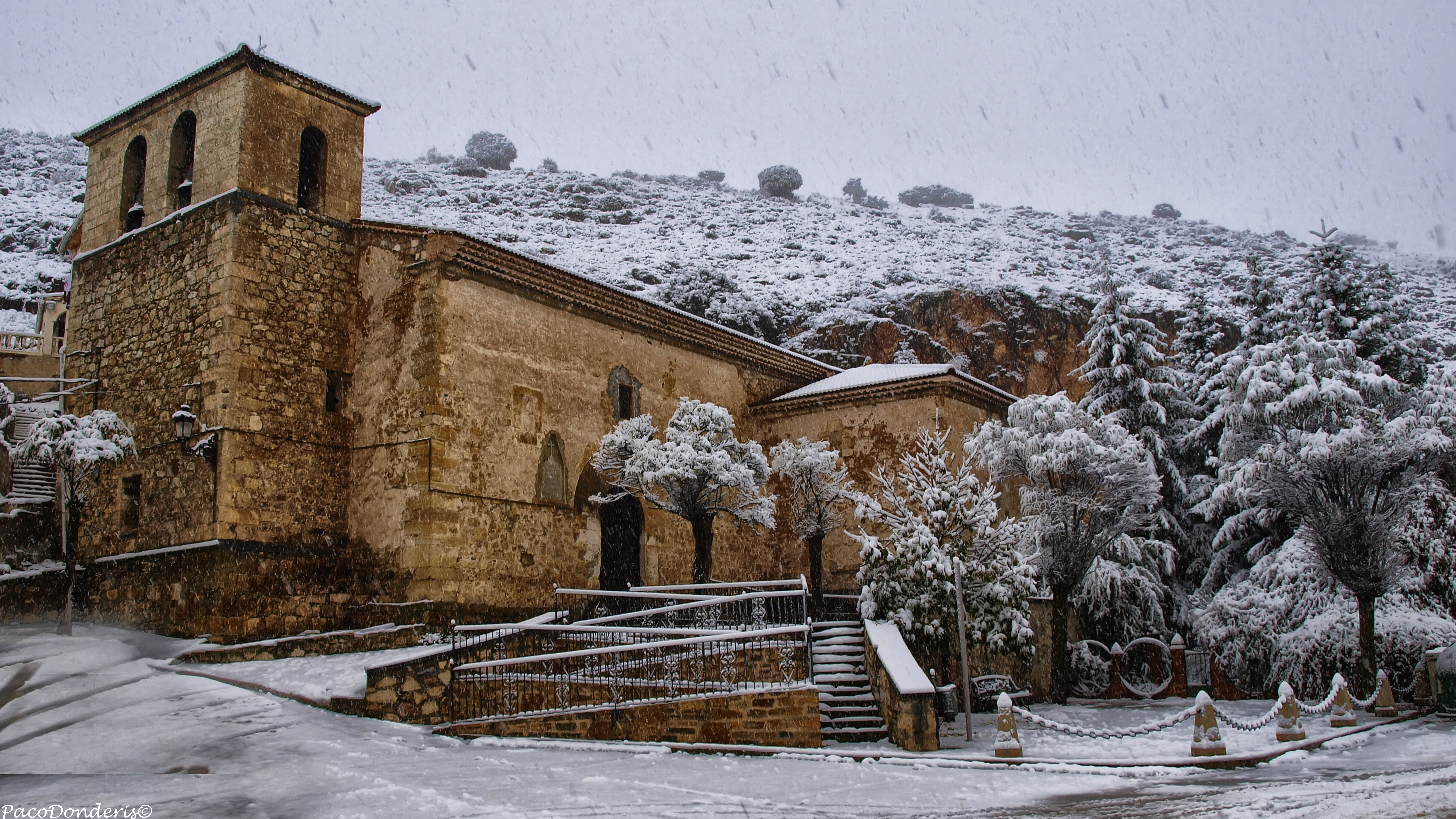
Marienkirche

- Marienkirche